# Млиново (Мронґовський повіт)
Млиново (пол. Młynowo, нім. Mühlenthal) — село в Польщі, у гміні Мронгово Мронґовського повіту Вармінсько-Мазурського воєводства.
Населення — 267 осіб (2011).

## Демографія
Демографічна структура станом на 31 березня 2011 року:
|          | Загалом | Допрацездатний вік | Працездатний вік | Постпрацездатний вік |
| -------- | ------- | ------------------ | ---------------- | -------------------- |
| Чоловіки | 132     | 33                 | 90               | 9                    |
| Жінки    | 135     | 31                 | 83               | 21                   |
| Разом    | 267     | 64                 | 173              | 30                   |